# Cyperus sphaerospermus
Cyperus sphaerospermus är en halvgräsart som beskrevs av Heinrich Adolph Schrader. Cyperus sphaerospermus ingår i släktet papyrusar, och familjen halvgräs. IUCN kategoriserar arten globalt som livskraftig. Inga underarter finns listade i Catalogue of Life.